# Kemalizm

Sześć Strzał – symbol kemalizmu

Kemalizm (Atatürkçülük), lub inaczej ideologia kemalistyczna (Atatürkçü Düşünce) jest ideologią utworzoną w okresie działalności Mustafy Kemala Atatürka. Kemalizm bazuje na tzw. „sześciu strzałach” (Altı Ok), którymi kierował się w swej polityce Kemal Pasza.

## Program
Altı Ok został przyjęty przez rządzącą Republikańską Partię Ludową w 1931 roku, a w 1937 roku punkty te włączono do tureckiej konstytucji. W imię tych zasad doszło do czterech interwencji wojskowych w Turcji: 1960, 1971, 1980 i 1997 roku. Sama ideologia odnosi się nie tylko do przeszłej i teraźniejszej polityki Turcji, lecz określa także ład społeczny i zasady życiowe, którymi powinien się kierować każdy obywatel Turcji. Do zasad tych należą:
- republikanizm (Cumhuriyetçilik)
- równość, rządy ludu (Halkçılık). Kemalizm jest przeciwko podziałowi klasowemu i wiążącymi się z nim przywilejami. Rządy pochodzą od ludu i dlatego mają wyrażać wolę ludu.
- sekularyzm (Laiklik). Definiowany jako wyłączenie religii z organów politycznych państwa. To pojęcie zawarte jest w postulatach rewolucji młodotureckiej.
- reformizm (Devrimcilik). Zakłada unowocześnienie struktur państwa, przedkłada formę funkcjonalną nad tradycyjną. Nieustająca rewolucja. Otwarcie na rozwój i nowe ideologie.
- nacjonalizm (Ulusçuluk). Nacjonalizm formułowany przez Atatürka zakładał powszechny dostęp każdego obywatela Turcji do dóbr intelektualnych i kulturowych. Miał jednoczyć naród i umacniać tożsamość. Wszyscy obywatele są równi, bez względu na wyznawaną religię czy pochodzenie etniczne.
- etatyzm (Devletçilik). Interwencja państwa w gospodarkę.

Kemalizm głosi równość każdego obywatela. Kształtuje tożsamość narodową i nakazuje wzajemną samopomoc obywateli. Tureccy politycy muszą kierować się kemalizmem powszechnie rozumianym jako dobro narodu i obywateli, zarzucenie działania niezgodnego z duchem kemalizmu jest poważnym oskarżeniem, a jego udowodnienie politykowi jest równoznaczne z wydaleniem ze struktur rządowych.
Zgodne z duchem kemalizmu jest to, by każda przedsiębiorczość, działalność gospodarcza, prowadzona była nie tylko w celu wzbogacenia podmiotu, ale także miała wartości społeczne. Za powszechny obowiązek uznaje się więc wspieranie bądź prowadzenie inicjatyw charytatywnych. Budowane są między innymi sierocińce, domy dziecka, pensjonaty, schroniska dla bezdomnych.